# کانوئینگ در بازی‌های آسیایی ۲۰۱۸
قایق‌رانی یکی از ورزش‌های بازی‌های آسیایی ۲۰۱۸ است که از ۲۱ تا ۱ سپتامبر ۲۰۱۸ برگزار شده است.
این مسابقات در دو بخش زنان و مردان در جاکارتا کنوانسیون سنتر، جاکارتا، اندونزی انجام شده است.

## خلاصه مدال‌ها

### جدول مدال‌ها
| ۱     | چین       | ۴ | ۴ | ۰ | ۸  |
| ۲     | چین تایپه | ۲ | ۲ | ۱ | ۵  |
| ۳     | ژاپن      | ۲ | ۱ | ۰ | ۳  |
| ۴     | کره       | ۱ | ۰ | ۲ | ۳  |
| ۵     | اندونزی   | ۰ | ۲ | ۱ | ۳  |
| ۶     | ایران     | ۰ | ۱ | ۲ | ۳  |
| ۷     | تایلند    | ۰ | ۰ | ۴ | ۴  |
| ۸     | قزاقستان  | ۰ | ۰ | ۱ | ۱  |
| مجموع | مجموع     | ۹ | ۹ | ۹ | ۲۷ |

### اسلالوم
| رویداد             | طلا                 | نقره                     | برنز                           |
| کانو ۱ نفره مردان  | تاکویا هاندا · ژاپن | Chen Fangjia · چین       | Alexandr Kulikov · قزاقستان    |
| کایاک ۱ نفره مردان | Quan Xin · چین      | Kazuya Adachi · ژاپن     | Hermann Husslein · تایلند      |
| کانو ۱ نفره زنان   | Chen Shi · چین      | Chen Wei-han · چین تایپه | Atcharaporn Duanglawa · تایلند |
| کایاک ۱ نفره زنان  | Aki Yazawa · ژاپن   | Li Tong · چین            | Chang Chu-han · چین تایپه      |

### اسپرینت
مردان
| رویداد                | طلا                                                                                  | نقره                                                                   | برنز                                                                 |
| کانو ۱ نفره ۱۰۰۰ متر  | Vadim Menkov · ازبکستان                                                              | شهریار دامینوف · تاجیکستان                                             | محمدنبی رضایی · ایران                                                |
| کانو ۲ نفره ۲۰۰ متر   | چین · Xing Song · Li Qiang                                                           | ازبکستان · Artur Guliev · Elyorjon Mamadaliev                          | قزاقستان · Merey Medetov · Timur Khaidarov                           |
| کانو ۲ نفره ۱۰۰۰ متر  | چین · لیو هائو (قایقران کانو) · Wang Hao                                             | قزاقستان · Sergey Yemelyanov · Timofey Yemelyanov                      | ازبکستان · Nurislom Tukhtasin Ugli · Serik Mirbekov                  |
| کایاک ۱ نفره ۲۰۰ متر  | Cho Gwang-hee · کره جنوبی                                                            | Sergii Tokarnytskyi · قزاقستان                                         | Mervyn Toh · سنگاپور                                                 |
| کایاک ۲ نفره ۱۰۰۰ متر | چین · Zhang Dong · Bu Tingkai                                                        | قزاقستان · Ilya Golendov · Andrey Yerguchyov                           | ازبکستان · Shakhriyor Makhkamov · Shokhrukhbek Azamov                |
| کایاک ۴ نفره ۵۰۰ متر  | قزاقستان · Ilya Golendov · Alexey Dergunov · Sergii Tokarnytskyi · Yevgeniy Alexeyev | کره جنوبی · Cho Kwang-hee · Cho Jeong-hyun · Choi Min-kyu · Kim Ji-won | ایران · احمدرضا طالبیان · پیمان قویدل · علی آقامیرزایی · امین بوداغی |

زنان
| رویداد               | طلا                                                | نقره                                                                              | برنز                                                                                  |
| کانو ۱ نفره ۲۰۰ متر  | سون منگیا · چین                                    | Riska Andriyani · اندونزی                                                         | Dilnoza Rakhmatova · ازبکستان                                                         |
| کانو ۲ نفره ۵۰۰ متر  | چین · Ma Yanan · سون منگیا                         | ازبکستان · Dilnoza Rakhmatova · Nilufar Zokirova                                  | اندونزی · Riska Andriyani · Nur Meni                                                  |
| کایاک ۱ نفره ۲۰۰ متر | Inna Klinova · قزاقستان                            | Li Yue · چین                                                                      | Yuka Ono · ژاپن                                                                       |
| کایاک ۱ نفره ۵۰۰ متر | Li Yue · چین                                       | هدیه کاظمی · ایران                                                                | Lee Sun-ja · کره جنوبی                                                                |
| کایاک ۲ نفره ۵۰۰ متر | چین · Li Yue · Zhou Yu                             | ازبکستان · Ekaterina Shubina · Yuliya Borzova                                     | ژاپن · Yuka Ono · Hideka Tatara                                                       |
| کایاک ۴ نفره ۵۰۰ متر | چین · Ma Qing · Zhou Yu · Yang Jiali · Huang Jieyi | قزاقستان · Inna Klinova · Irina Podoinikova · Zoya Ananchenko · Viktoriya Kopyova | ازبکستان · Natalya Kazantseva · Yuliya Borzova · Ekaterina Shubina · Kseniya Kochneva |

### دارگون بوت
مردان
| رویداد                      | طلا       | نقره      | برنز    |
| دارگون بوت ۱۲ نفره ۲۰۰ متر  | چین       | چین تایپه | تایلند  |
| دارگون بوت ۱۲ نفره ۵۰۰ متر  | چین تایپه | چین       | اندونزی |
| دارگون بوت ۱۲ نفره ۱۰۰۰ متر | چین تایپه | اندونزی   | کره     |

زنان
| رویداد                     | طلا | نقره    | برنز   |
| دارگون بوت ۱۲ نفره ۲۰۰ متر | چین | اندونزی | کره    |
| دارگون بوت ۱۲ نفره ۵۰۰ متر | کره | چین     | تایلند |